# Recompensa
Recompensa – osada (wijk) w miejscowości Montaña Rey w dystrykcie Bandariba, w kraju autonomicznym Curaçao, należącym do Holandii, w Ameryce Południowej. 20 października 2023 r. liczyła 782 mieszkańców.  